# FIAL Ranjangaon

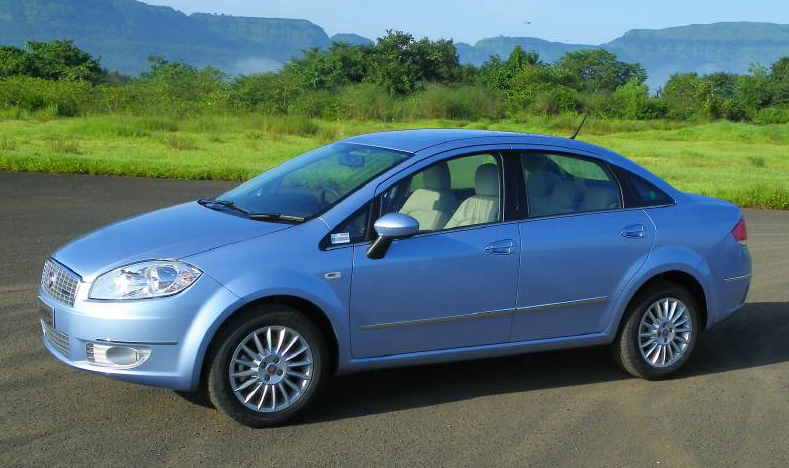
Fiat Linea, automòbil produït en la planta de Ranjangaon.

FIAL Ranjangaon és una fàbrica d'automòbils pertanyent a FIAL, aliança d'empreses propietat a parts iguals entre FIAT S.p.A. i Tata Motors. Es va posar en funcionament en 2007. Està situada en Ranjangaon, ciutat índia en l'estat de Maharashtra, al districte de Pune.

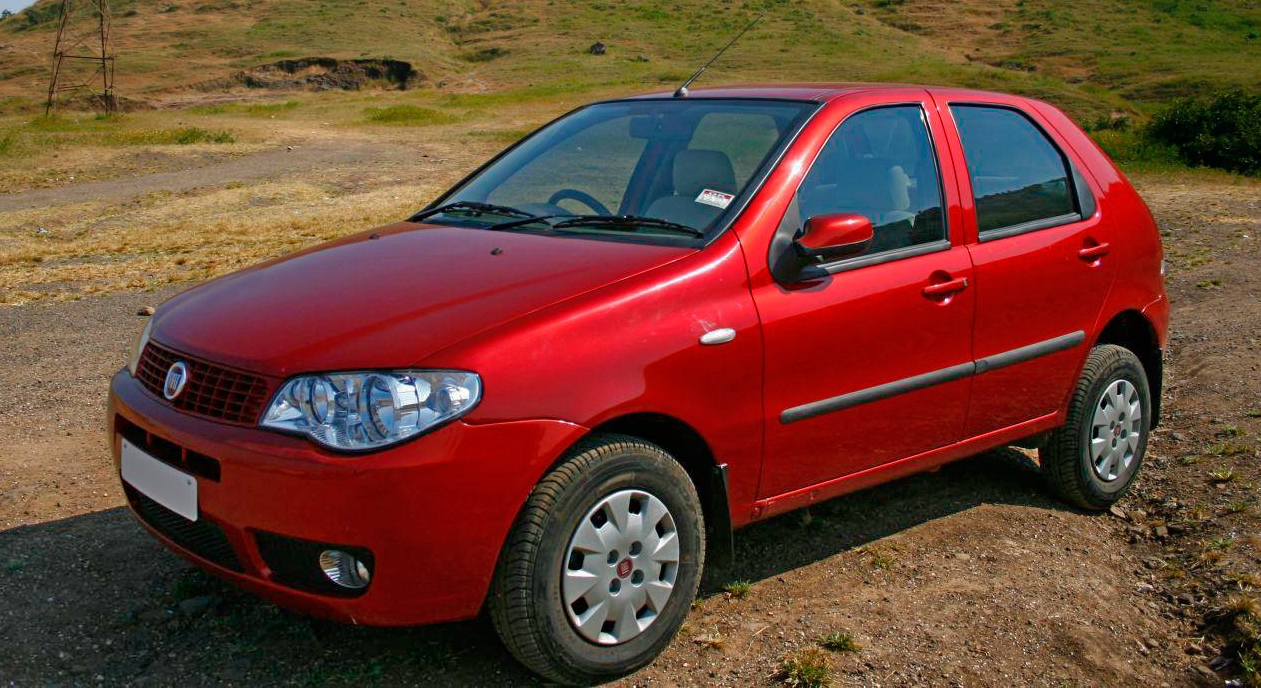
Fiat Palio, automòbil produït en la planta de Ranjangaon.

Té capacitat per produir anualment 100.000 automòbils i 200,000 motors. Es planteja doblegar la capacitat de producció en ambdues unitats en els propers anys. Actualment produeix els Palio Stile 1.1 i 1.6, així com els models de Fiat com els Gran Punto i Linea. En la planta es produeixen motors diésel 1.3 Multijet i motors FIRE 1.2 i 1.4 de gasolina. A més dels automòbils de marca FIAT, s'estima que en la planta es produeixin nous models d'automòbils de passatgers de Tata Group després d'una inversió 650 milions d'euros. La planta dona ocupació directa i indirecte a més de 4.000 persones.

## Producció

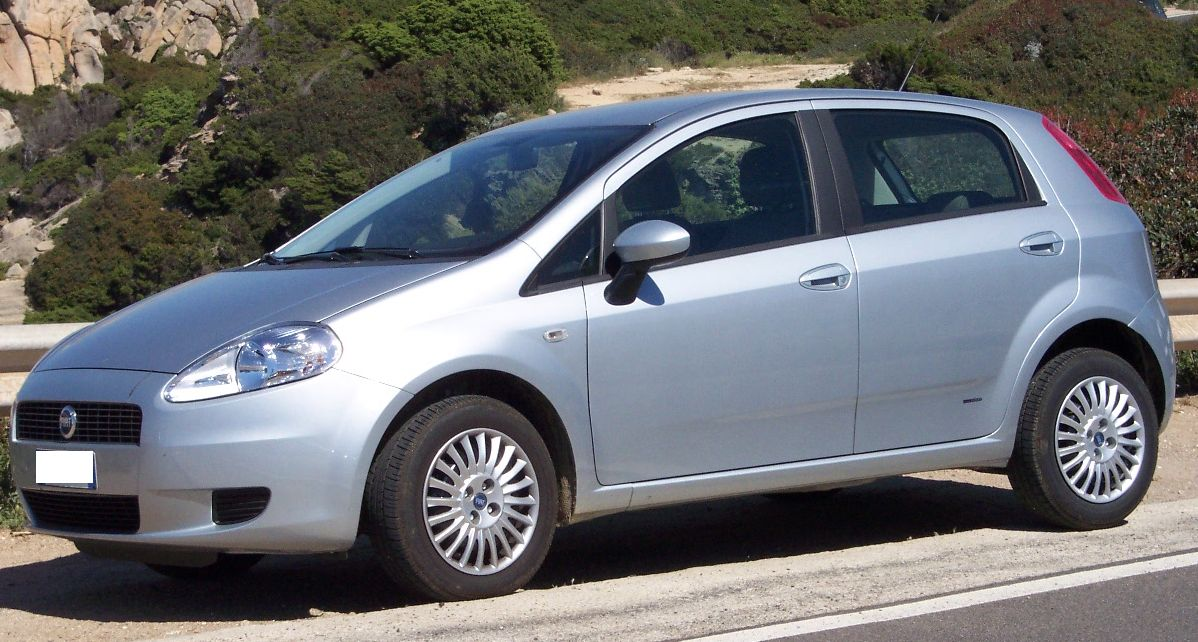
Fiat Palio, automòbil produït en la planta de Ranjangaon.

Des de 2007, la planta ha produït els següents models de la gamma Fiat: 
- 2007 - Fiat Palio[7][8]
- 2008 - Fiat Gran Punto[9]
- 2008 - Fiat Linea[10][9]